# Księży Mostek
Księży Mostek – mała osada leśna w Polsce położona w województwie podlaskim, w powiecie augustowskim, w gminie Płaska. Leży wokół leśniczówki Księży Mostek na obszarze Puszczy Augustowskiej. 
Osada wchodzi w skład sołectwa Gorczyca.
W latach 1975–1998 miejscowość należała administracyjnie do województwa suwalskiego.